# 김준형 (농구 선수)
김준형(1997년 4월 21일 ~ )은 한국 프로 농구 창원 LG 세이커스 소속 농구 선수이다. 포지션은 스몰 포워드이며, 등 번호는 14번이다.
2018년 KBL 신인 드래프트에서 전체 4순위로 창원 LG 세이커스에 지명되었다.

## 학력
- 매현초등학교
- 삼일중학교
- 삼일상업고등학교
- 고려대학교

## 경력
- 2018년 ~ 현재 : 창원 LG 세이커스 (2018년 1라운드 4순위)